# The Hated
The Hated var en amerikansk punkrockgrupp från Annapolis, Maryland, USA, aktiv från 1985 till 1990. Ursprungsmedlemmarna var Mike Bonner, Erik Fisher, Daniel Littleton och Colin Meeder. De är kända för att vara ett av de första emo-banden.

## Medlemmar
Originalmedlemmar
- Mike Bonner - trummor (1985)
- Erik Fisher - gitarr, sång (1985-1990)
- Daniel Littleton - gitarr, sång (1985-1990)
- Colin Meeder - bas (1985, 1988-1990)

Senare medlemmar
- Kenny Hill - trummor (1985-1990)
- John Irvine - bas (1985-1987)
- Jason Fisher - bas (1987-1988)

## Diskografi
Studioalbum
- 1985 - The Best Piece of Shit
- 1986 - What Was Behind
- 1989 - Every Song

EP
- 1985 - No More We Cry
- 1987 - Like the Days

Samlingsalbum
- 1992 - Awl